# Fantasy-Jahr 1935
Übersicht

◄ | 1931 | 1932 | 1933 | 1934 | Fantasy-Jahr 1935 | 1936 | 1937 | 1938 | 1939 | ► | ►►

Weitere Ereignisse

## Neuerscheinungen Literatur
| Deutscher Titel       | Deutschsprachiges Erscheinungsjahr | Originaltitel          | Autor               | Anmerkungen |
| --------------------- | ---------------------------------- | ---------------------- | ------------------- | ----------- |
| Die Herrin Zimiamvias | 1982                               | Mistress of Mistresses | Eric Rücker Eddison |             |

## Neuerscheinungen Filme
| Deutscher Titel                          | Deutschsprachiges Erscheinungsjahr | Originaltitel                       | Regie                                   | Anmerkungen |
| ---------------------------------------- | ---------------------------------- | ----------------------------------- | --------------------------------------- | ----------- |
|                                          |                                    | Chandu on the Magic Island          | Ray Taylor                              |             |
| Es war einmal...                         | -                                  | -                                   | Ferdinand Diehl                         |             |
| Ein Gespenst geht nach Amerika           | 1937                               | The Ghost goes West                 | René Clair                              |             |
| Der Gestiefelte Kater                    | -                                  | -                                   | Alf Zengerling                          |             |
| Im Land der Kuscheltiere                 |                                    | The Calico Dragon                   | Rudolf Ising                            |             |
| Kalif Storch                             | -                                  | -                                   | Lotte Reiniger                          |             |
| Der Neue Gulliver                        | 1948                               | rus Новый Гулливер Novyy Gulliver   | Aleksandr Ptushko, A. Vanichkin         |             |
|                                          |                                    | Night Life of the Gods              | Lowell Sherman                          |             |
|                                          |                                    | The Passing of the Third Floor Back | Berthold Viertel                        |             |
| Peter Ibbetson                           | 1936                               | Peter Ibbetson                      | Henry Hathaway                          |             |
|                                          |                                    | The Return of Peter Grimm           | George Nichols Jr., Victor Schertzinger |             |
| Scrooge                                  | 2007                               | Scrooge                             | Henry Edwards                           |             |
| She – Herrscherin einer versunkenen Welt | 1989                               | She                                 | Lansing C. Holden, Irving Pichel        |             |
| Ein Sommernachtstraum                    | 1962                               | A Midsummer Night's Dream           | William Dieterle, Max Reinhardt         |             |
| Der Student von Prag                     | -                                  | -                                   | Arthur Robison                          |             |
| Der Untergang der Sensation              | 2012                               | rus Гибель сенсации Gibel sensatsii | Aleksandr Andriyevsky                   |             |
| Das Zeichen des Vampirs                  | 1982                               | Mark of the Vampire                 | Tod Browning                            |             |

## Geboren
- Susan Cooper